# Рорерсвилл
Рорерсвилл (англ. Rohrersville) — статистически обособленная местность (CDP) в США, в округе Вашингтон штата Мэриленд. Население составляет  175 человек (перепись 2010 года).

## География
По данным Бюро переписи населения США в 2010 году, местность имела площадь 0,90 км², вся площадь местности занимала суша.

## Население
Согласно переписи 2010 года, в переписной местности проживало 175 человек в 58 домохозяйствах в составе 46 семей. Плотность населения составляла 194 человека/км².
Расовый состав населения:
| - 99,4 % — белых - 0,6 % — афроамериканцев |

По возрастному диапазону население распределялось следующим образом: 29,7 % — лица младше 18 лет, 57,7 % — лица в возрасте 18-64 лет, 12,6 % — лица в возрасте 65 лет и старше. Средняя продолжительность жизни жителей составила 35,8 лет. На 100 человек женского пола в переписной местности приходилось 78,6 человек мужского пола; на 100 женщин в возрасте от 18 лет и старше — 89,2 мужчин также старше 18 лет.
Гражданское трудоустроенное население составляло 18 человек. Основные отрасли занятости: розничная торговля — 100,0 %.